# 愛野駅 (長崎県)
愛野駅（あいのえき）は、長崎県雲仙市愛野町甲にある島原鉄道島原鉄道線の駅である。
1938年（昭和13年）までは雲仙鉄道が当駅から出ていた。「愛野」は、南高来郡愛津村・野井村が1889年（明治22年）に合併して同郡愛野村となった際の合成地名である。
同じ島原鉄道には吾妻駅があり、当駅と合わせると「愛しの吾が妻」に通じることから、「愛の聖地」としてカップルや愛妻家に親しまれている。

## 歴史
- 1911年（明治44年）6月20日：島原鉄道により愛野村駅（あいのむらえき）として開業。
- 1923年（大正12年）5月5日：温泉軽便鉄道愛野村駅業務開始。
- 1924年（大正13年）5月31日：温泉軽便鉄道が温泉鉄道へ改称。
- 1933年（昭和8年）10月2日：温泉鉄道から雲仙鉄道へ譲渡。
- 1938年（昭和13年）8月16日：雲仙鉄道廃止。
- 1960年（昭和35年）11月5日：愛野駅（あいのえき）に改称。
- 1971年（昭和46年）8月1日：業務委託駅化。
- 1984年（昭和59年）9月30日：貨物取扱廃止。
- 1986年（昭和61年）9月：駅舎新築、とんがり屋根の教会風になる[1]
- 2010年（平成22年）3月14日：駅舎が塗り替えられ、新デザインとなる[2]。

## 駅構造
相対式ホーム2面2線と側線1本を有する地上駅。2017年6月より無人駅となっている。駅舎は南側のホームに面しており、天辺に十字架を有する教会風の外観となっている。駅舎内には駅事務室及び待合所、トイレ（水洗式）、自動販売機が設けられている。北側のホームには屋根付待合所が設置されている。
2009年には日本ロマンチスト協会とのタイアップにより駅舎の塗替えデザインが公募され、長崎市の学生の応募作を元に従来よりメルヘンチックな外観へと塗り替えられた。

### のりば
| のりば | 路線        | 方向 | 行先             | 備考 |
| ------ | ----------- | ---- | ---------------- | ---- |
| 1      | ■島原鉄道線 | 上り | 本諫早・諫早方面 |      |
| 2      | ■島原鉄道線 | 下り | 島原・島原港方面 |      |

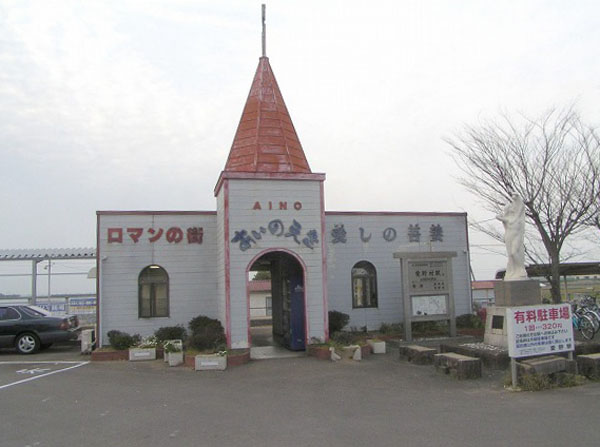
塗り替え前の駅舎（2007年3月）
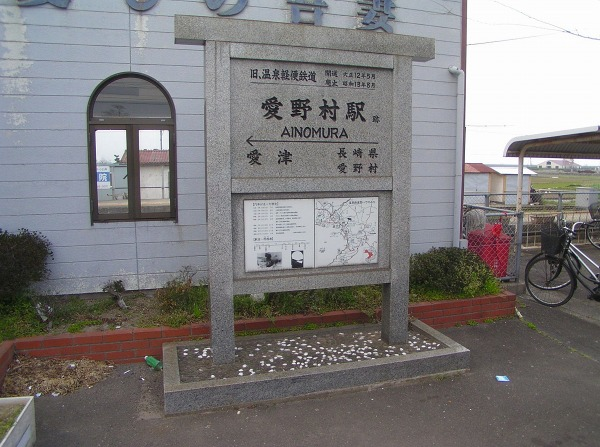
駅前の温泉軽便鉄道記念碑（2007年3月）
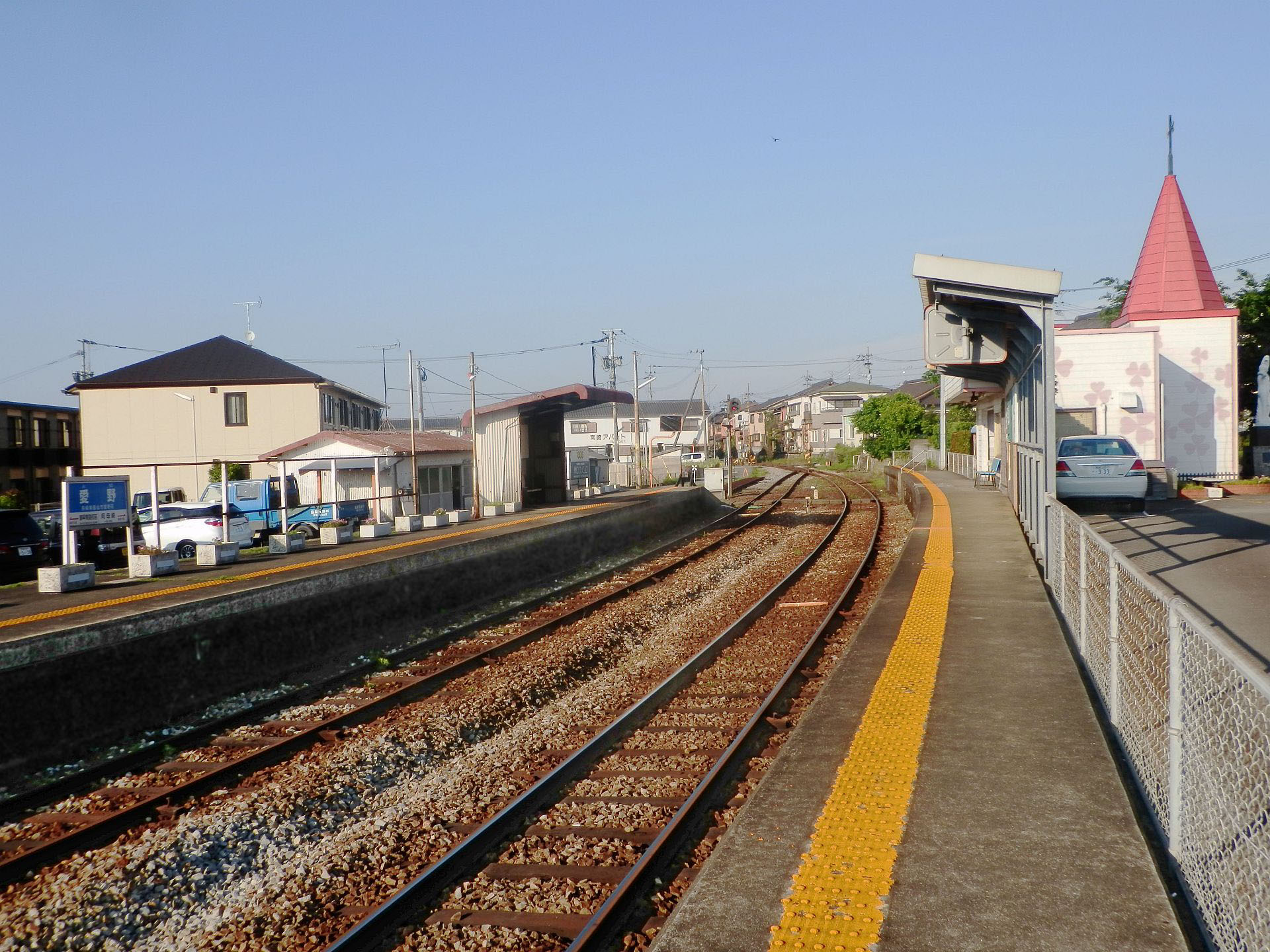
ホーム（2016年5月）

## 利用状況
2018年度の年間乗車人員は71,137人、降車人員は78,869人であった。
近年の年間乗車人員、降車人員の推移は以下の通り。
| 年度               | 年間 乗車人員 | 年間 降車人員 |
| ------------------ | ------------- | ------------- |
| 2000年（平成12年） | 70,052        | 68,413        |
| 2001年（平成13年） | 67,786        | 68,029        |
| 2002年（平成14年） | 66,546        | 65,694        |
| 2003年（平成15年） | 70,699        | 69,349        |
| 2004年（平成16年） | 65,240        | 62,113        |
| 2005年（平成17年） | 65,572        | 61,192        |
| 2006年（平成18年） | 66,931        | 63,630        |
| 2007年（平成19年） | 123,171       | 118,834       |
| 2008年（平成20年） | 122,762       | 126,527       |
| 2009年（平成21年） | 121,210       | 125,556       |
| 2010年（平成22年） | 126,099       | 130,527       |
| 2011年（平成23年） | 122,061       | 128,944       |
| 2012年（平成24年） | 127,559       | 135,993       |
| 2013年（平成25年） | 126,738       | 132,346       |
| 2014年（平成26年） | 80,305        | 86,127        |
| 2015年（平成27年） | 74,850        | 82,121        |
| 2016年（平成28年） | 73,682        | 80,662        |
| 2017年（平成29年） | 68,933        | 76,716        |
| 2018年（平成30年） | 71,137        | 78,869        |

## 駅周辺
愛野の中心部。駅の南側に町並みが広がっている。駅前には温泉軽便鉄道の愛野村駅があったことを示す記念碑および、「ほほえみの像」が立てられている。
- 雲仙市 愛野総合支所（旧・愛野町役場）
- 愛野郵便局
- 愛野記念病院
- 雲仙市立愛野中学校
- 雲仙市立愛野小学校
- 国道251号

## その他
- 前述の通り吾妻駅と並べると「愛しの吾が妻」に通じることから、当駅から吾妻駅までの切符は縁起ものになっている。島原鉄道では愛野 - 吾妻間の片道切符を同封した「最愛認定証」を当駅及び吾妻駅にて販売している[5]。
- 当駅から島原半島西側へ島鉄バスの路線バスが走っており、その意味では島原半島西側の玄関口的存在である。特に加津佐方面へは、2008年まで通じていた島原鉄道線を利用するよりも、当駅からバスに乗った方が早着する場合があった。

## 隣の駅
島原鉄道
■島原鉄道線
諫早東高校駅 - 愛野駅 - 阿母崎駅